# Antoni Stefanowicz

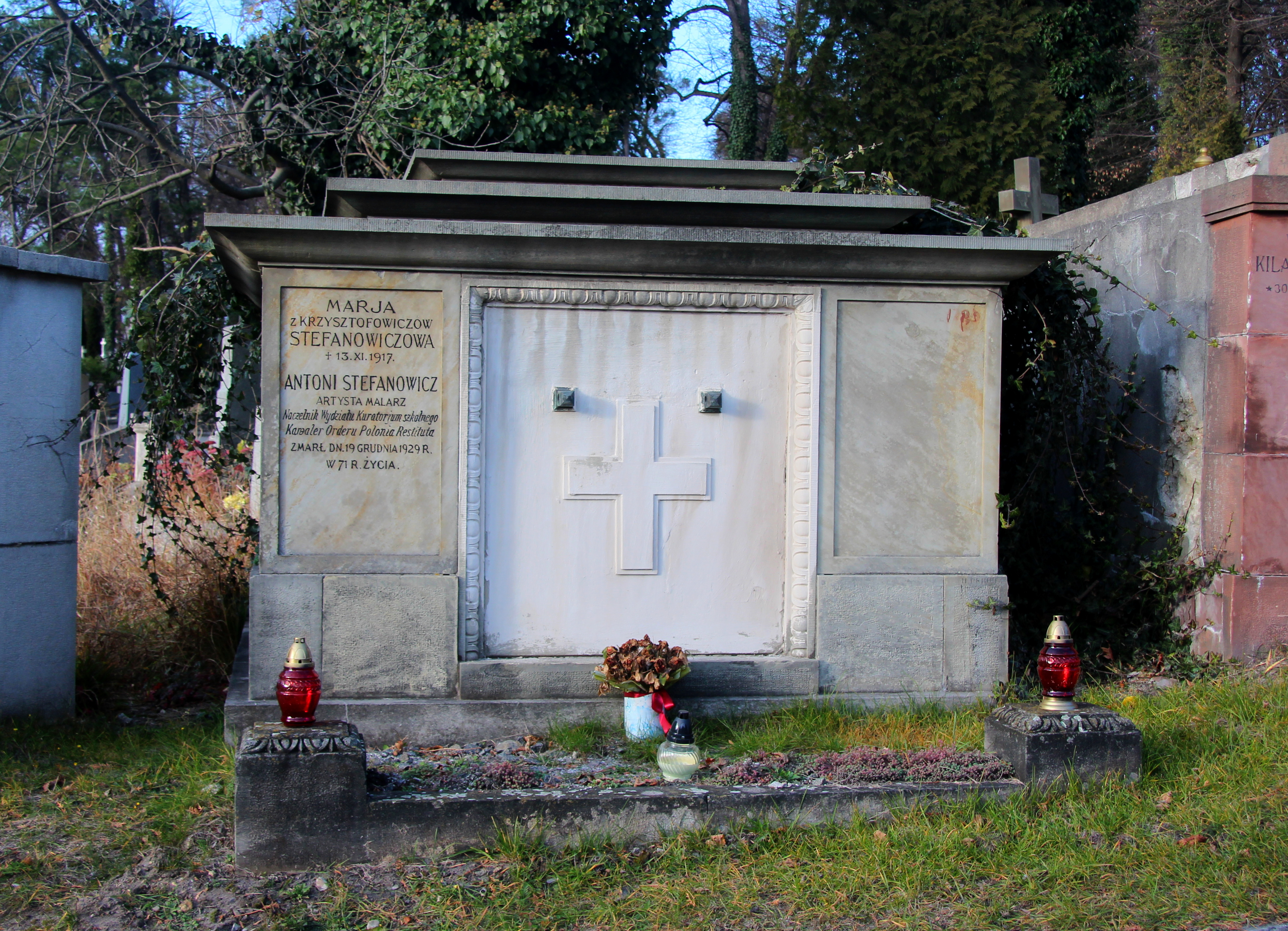

Antoni Stefanowicz (ur. 1858 w Toutrach (Bukowina), zm. 19 grudnia 1929 we Lwowie) – polski artysta malarz i pedagog, członek Szkolnej Rady Krajowej.

## Życiorys
Studiował w Akademii Sztuk Pięknych w Wiedniu (1876-9) pod kierunkiem Carla Wurzingera, Christiana Griepenkerla i A. Eisenmengera. W 1883 zadebiutował na wystawie TPSP w Krakowie. Tytuł profesora otrzymał 20 września 1887.
Namalował m.in. "Autoportret" (1889, olej.), "Portret dzieci" (1893), "Studium starca" (1894) i "Portret damy" (1901, pastel). Wiele innych jego portretów znajduje się w Lwowskiej Galerii Obrazów; po II wojnie światowej i zagrabieniu polskich bezcennych dzieł kultury wraz z samym miastem Lwowem, do dziś obrazy te nie powróciły w ręce prawowitego właściciela jakim jest Państwo Polskie. We Lwowskiej Galerii Obrazów znajdują się m.in. takie obrazy Stefanowicza jak: "Portret ojca" (1885), "Autoportret" (1908, pastel), portret syna Kajetana (1907, pastel), portret córki Emilii (Studium portretowe kobiety), oraz portret matki (1911).
Tworzył też obrazy religijne i rodzajowe. Wykonał również część malowideł zdobiących Teatr Wielki we Lwowie. Autor dwóch podręczników do nauki rysunku.
W latach 20. był wizytatorem szkół Okręgu Szkolnego Lwowskiego.
Wielokrotnie wyróżniany (m.in. w r. 1929 jury Powszechnej Wystawy Krajowej w Poznaniu przyznało mu mały złoty medal) i odznaczany: w 1911 otrzymał Order Żelaznej Korony III kl., a potem kolejno: pamiątkowy medal jubileuszowy dla cywilnych funkcjonariuszy oraz krzyż jubileuszowy. W II Rzeczypospolitej został odznaczony Krzyżem Oficerskim Orderu Odrodzenia Polski 2 maja 1923.
Został pochowanyna Cmentarzu Łyczakowskim we Lwowie. Pomnik na grobie Stefanowicza jest dziełem lwowskiego rzeźbiarza pochodzącego ze słynnej spolonizowanej rodziny francuskiej Perierów - Kazimierza Periera.
Jego żoną była Maria z domu Krzysztofowicz, która była pochodzenia ormiańskiego. Ich dziećmi byli Emilia (1885-1938, po mężu Polak, działaczka społeczna, radna Lwowa) i Kajetan (1886-1920, malarz, legionista, oficer, poległy w wojnie polsko-bolszewickiej).